# Christopher Cosser
Christopher Cosser, né le 12 décembre 2000, est un grimpeur sud-africain.

## Biographie
Christopher Cosser remporte la médaille d'or en combiné aux Championnats d'Afrique d'escalade 2020 au Cap, se qualifiant ainsi pour les Jeux olympiques de Tokyo.
Aux Championnats d'Afrique d'escalade 2021 à Johannesbourg, il est médaillé d'or en vitesse et médaillé d'argent en bloc.

## Palmarès

### Championnats d'Afrique
- 2020 au Cap,  Afrique du Sud
  -  Médaille d'or en combiné
- 2021 à Johannesbourg,  Afrique du Sud
  -  Médaille d'or en vitesse
  -  Médaille d'argent en bloc